# Нараївська сільська рада (Гайсинський район)
| Нараївська сільська рада — колишній орган місцевого самоврядування у Гайсинському районі Вінницької області з адміністративним центром у с. Нараївка. Сільській раді були підпорядковані населені пункти: - с. Нараївка |

## Склад ради
Рада складалась з 16 депутатів та голови.

## Керівний склад сільської ради
| ПІБ                           | Основні відомості                                                                | Дата обрання | Дата звільнення |
| ----------------------------- | -------------------------------------------------------------------------------- | ------------ | --------------- |
| Бичок Петро Васильович        | Сільський голова , 1947 року народження, освіта                                  | 26.03.2006   | 10.04.2009      |
| Романенко Катерина Миколаївна | Сільський голова , 1967 року народження, освіта середня спеціальна, позапартійна | 31.10.2010   |                 |

Примітка: таблиця складена за даними джерела

## Історія
На 1 жовтня 1959 площа 3567 га, населення 1823 чоловік, 1 сільський населений пункт.